# Хуторки
Хуторки́ (рос. Хуторки) — село у складі Совєтського району Алтайського краю, Росія. Входить до складу Шульгін-Лозької сільської ради.

## Населення
Населення — 249 осіб (2010; 262 у 2002).
Національний склад (станом на 2002 рік):
- росіяни — 96 %